# Григорій (Постніков)
Митрополит Григорій (у миру Георгій Петрович Постніков; 1 листопада 1784, село Михайлівське, Нікітський повіт, Московська губернія - 17 червня 1860, Санкт-Петербург) — єпископ Російської православної церкви; митрополит Новгородський, Санкт-Петербурзький, Естляндський і Фінляндський (1856-1860), першоприсутній член Святійшого синоду. Проповідник, богослов; дослідник і борець зі старообрядництвом. Основоположник церковної періодичної преси в Росії.

## Біографія
Народився в сім'ї диякона. Початкову освіту здобув у Перервінській та Троїцькій семінаріях; потім закінчив Петербурзьку духовну академію. 13 серпня 1814 року удостоєний звання магістра і 17 серпня став бакалавром академії. Був улюбленим учнем єпископа Філарета (Дроздова).
25 серпня 1814 року пострижений в чернецтво; 27 серпня висвячений на ієродиякона; 28 серпня — у ієромонаха.
19 березня 1816 року призначений інспектором Санкт-Петербурзької академії; в тому ж році — віце-президентом Російського біблійного товариства. Брав участь у перекладі Святого Письма на російську мову. Першим почав викладати богослов'я російською мовою.
18 липня 1817 року удостоєний ступеня доктора богослов'я і 29 липня того ж року возведений у сан архімандрита і призначений настоятелем Іосифо-Волоколамського монастиря.
Із 1 жовтня 1817 року екстраординарний професор Петербурзької академії; з 2 травня 1819 року — ректор академії й ординарний професор. За його пропозицією Синод ухвалив рішення про початок видання в 1821 році журналу «Христианское Чтеніе» — першого російського друкованого церковно-богословського органу.
11 червня 1820 року обраний членом Російської академії.
Із 21 серпня 1821 року член комісії духовних училищ.
7 травня 1822 року хіротонізований на єпископа Ревельського, вікарій Санкт-Петербурзької єпархії; настоятель Сергієвої пустелі.
Із 4 січня 1826 року єпископ Калузький і Боровський; з 3 березня 1828 року архієпископ Рязанський і Зарайський; з 28 липня 1829 року архієпископ Тверський і Кашинський. Із 2 березня 1829 року член Святійшого синоду.
Із 1 березня 1848 року архієпископ Казанський і Свиязький. За його ініціативою в 1855 році у Казані почав виходити журнал «Православный собеседник», що ставив завдання боротьби з розколом. За вісім років перебування на Казанській кафедрі провів в єпархії в цілому не більше трьох років, здебільшого перебував у столиці, виконуючи обов'язки синодального члена.
Найвищим рескриптом, даним в Москві 26 серпня 1856 року Олександром II, був возведений у сан митрополита.
Рескриптом від 1 жовтня 1856 року призначений на Петербурзьку кафедру.
30 травня 1858 року освятив Ісаакіївський собор у Петербурзі.
Помер 17 червня 1860 року після тритижневої хвороби. Похований в Олександро-Невській лаврі у Свято-Духовій церкві під вівтарем. Згодом у 1935—1937 рр. поховання було втрачено, як і багато інших.

## Праці
- Попечение о спасении души. М., 1908.
- Беседа о лжесвидетельстве. СПб, 1834.
- Ходи в Дом Божий с особенным удовольствием. СПб, 1843.
- Беседы с духовенством Казанской епархии. СПб, 1855.
- Заметки на историю Шрекка (Д. К. Д. Уч. № 5654).
- Слово при вступлении в Калуж. епархию, 1855.
- День святой жизни, или ответ на вопросы: как мне жить свято?. СПб, 1856.
- День святой жизни. Москва, 1911
- Пять писем еп. Иеремии (Соловьеву) (Рукопись ак. библ. № А 11/313).
- Сокращение Герминевтики. (СПб дух. акад., 1819).
- Богословия догматическая (на латин. яз.). СПб дух. акад., 1819.
- Богословское учение о должностях. СПб дух. акад., 1819.
- Богословия полемическая. СПб дух. акад., 1819.
- Основания христианства. СПб дух. акад., 1819.
- Истолкование некоторых частей Св. Писания (по словам прот. Певницкого). Русская старина, 1905, август, с. 321.
- Записки по истории раскола (рукопись). Казан. акад.
- Commentatio de prophetis in genere (докторская диссертация), 1817.
- Слово в неделю св. Пасхи, говоренное в Александро-Невской Лавре. СПб, 1917.
- Слово при открытии мощей свя. Митрофана Воронежского. СПб, 1832.
- Истинно-древняя, истинно-православная Христова Церковь. СПб, 1854.
- Слова и беседы на все воскресные и праздничные дни в году с присовокуплением слов и бесед на некоторые особенные случаи. Казань, 1849—1850 гг.
- Житие святителей чудотворцев Гурия, архиеп. Казанского и Варсонофия, еп. Тверского. СПб, 1853.
- Письмо преосвященного Григория архиепископа Тверского (впоследствии митрополита Новгородского) к Филарету, митрополиту Московскому, о чтении Священного Писания. М., 1861.
- Христианские изыскания в Азии (перевод с англ.). Киев. старина, 1893, № 11, с. 205.
- О Боге едином и о св. Троице. Христ. чтен., ч. VI, с. 50, 64, 166, 176, 183, 213.
- Вечерние мысли (стихотворение). Библиограф, 1885, № 3, с. 51.